# The Pogues in Paris: 30th Anniversary concert at the Olympia
The Pogues in Paris: 30th Anniversary concert at the Olympia es un álbum en directo del grupo The Pogues, lanzado en 2012.

## Versiones
El disco fue lanzado en diferentes ediciones:
1. Edición 2CD, con el concierto íntegro.
2. Edición DVD (region free), con el concierto íntegro y el extra de "Thousands are Sailing" grabado en Mánchester, en el 2004, e interpretada por Philip Chevron.
3. Edición Blu-Ray (region free), con el concierto íntegro y el extra de "Thousands are Sailing" grabado en Mánchester, en el 2004, e interpretada por Philip Chevron.
4. Edición limitada en triple vinilo (180gms) con fotos y notas especiales.
5. Edición limitada 2CD+DVD del concierto+libro, con inéditos exclusivos, fotos y comentarios.

## Canciones

### CD 1
1. Streams of Whiskey (MacGowan)
2. If I Should Fall from Grace with God (MacGowan)
3. The Broad Majestic Shannon (MacGowan)
4. Greenland Whale Fisheries (traditional)
5. A pair of Brown Eyes (MacGowan)
6. Tuesday Morning (Stacy)
7. Kitty (traditional)
8. The Sunnyside of the Street (MacGowan/Finer)
9. Thousands Are Sailing[1] (Chevron)
10. Repeal of the Licensing Laws (Stacy)
11. Lullaby of London (MacGowan)
12. Body of an American (MacGowan)
13. Young Ned of the Hill (Kavana/Woods)
14. Boys from the County Hell (MacGowan)
15. Dirty Old Town (Ewan MacColl)
16. Bottle of Smoke (MacGowan/Finer)
17. The Sickbed of Cuchulainn (MacGowan)

### CD 2
1. Sally MacLennane (MacGowan)
2. Rainy Night in Soho (MacGowan)
3. The Irish Rover (Joseph Crofts)
4. Star Of The County Down (traditional)
5. Poor Paddy On The Railway (traditional)
6. Fairytale of New York con Ella Finer (MacGowan)
7. Fiesta (MacGowan/Finer/Kotscher)